# یواس‌اس سارپدون (ای‌آربی-۷)
یواس‌اس سارپدون (ای‌آربی-۷) (به انگلیسی: USS Sarpedon (ARB-7)) یک کشتی بود که طول آن ۳۲۸ فوت (۱۰۰ متر) بود. این کشتی در سال ۱۹۴۴ ساخته شد.